# Bristol-Myers Squibb
Bristol-Myers Squibb, офіційно Bristol Myers Squibb (BMS) — американська багатонаціональна фармацевтична компанія. Штаб-квартира компанії знаходиться в місті Принстоні, штат Нью-Джерсі. «Bristol-Myers Squibb» є однією з найбільших фармацевтичних компаній світу та постійно входить до списку Fortune 500 найбільших корпорацій США. За 2022 фінансовий рік її загальний дохід склав 46,2 мільярда доларів США.
«Bristol-Myers Squibb» виробляє рецептурні фармацевтичні та біологічні препарати для лікування низки поширених захворювань, включаючи рак, ВІЛ/СНІД, серцево-судинні захворювання, цукровий діабет, гепатит, ревматоїдний артрит та психічні розлади.
Основні дослідницькі та розробницькі центри компанії розташовані в Лоренсвіллі, штат Нью-Джерсі (раніше «Squibb», поблизу Принстона); Самміті в Нью-Джерсі, колишній штаб-квартирі «Celgene»; Нью-Брансвіку в Нью-Джерсі; Редвуд-Сіті в Каліфорнії; Севільї в Іспанії, а також інші центри в Девенсі та Кембриджі в Массачусетсі; Брен-л'Алле в Бельгії; Токіо в Японії; Гайдарабаді і Бенгалуру в Індії; та Вірралі у Великій Британії. Раніше компанія мала дослідницький та розробницький центр у Воллінгфорді в Коннектикуті (раніше «Bristol-Myers»).

## Історія

### Squibb

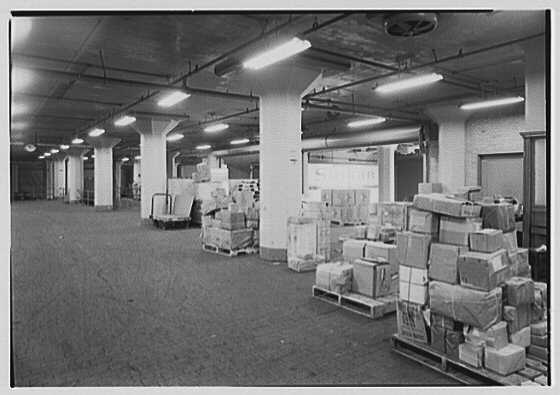
Завод «ER Squibb & Son» у Лонг-Айленд-Сіті, штат Нью-Йорк, у 1948 році

Корпорацію «Squibb» було засновано в 1858 році Едвардом Робінсоном Сквіббом у Брукліні. Сквібб був відомий як прихильник контролю якості та високих стандартів чистоти на етапі становлення фармацевтичної промисловості. Після того, як йому не вдалося переконати Американську медичну асоціацію підтримати вищі стандарти чистоти, він самостійно опублікував альтернативу Фармакопеї США під назвою «Ефемериди Materia Medica Сквібба» (англ. Squibb's Ephemeris of Materia Medica).
Думки Едварда Сквібба щодо основ фармації, Materia Medica та продукти «Squibb» чсто зустрічаються в багатьох медичних статтях кінця ХІХ століття. Журнал «American Journal of Pharmaceutical Education» опублікував понад сто статей про дослідження Сквібба, що стосуються фармації.
Сини Едварда Сквібба продали компанію Лоуеллу М. Палмеру та Теодору Вайкеру в 1905 році, які були серед її засновників. Приблизно в цей час було розроблено логотип «Squibb», який символізував продукцію компанії як «однорідність, чистоту, ефективність та надійність, засновані на дослідженнях».
Корпорація «Squibb» була основним постачальником медичних товарів для армії Півночі під час Громадянської війни в США, забезпечуючи портативні медичні набори, що містили морфін, хірургічні анестетики та хінін для лікування малярії (яка на той час була ендемічної в більшій частині східної частини США).
У 1944 році компанія «Squibb» відкрила найбільший у світі завод з виробництва пеніциліну в Нью-Брансвіку в Нью-Джерсі.

### Bristol-Myers

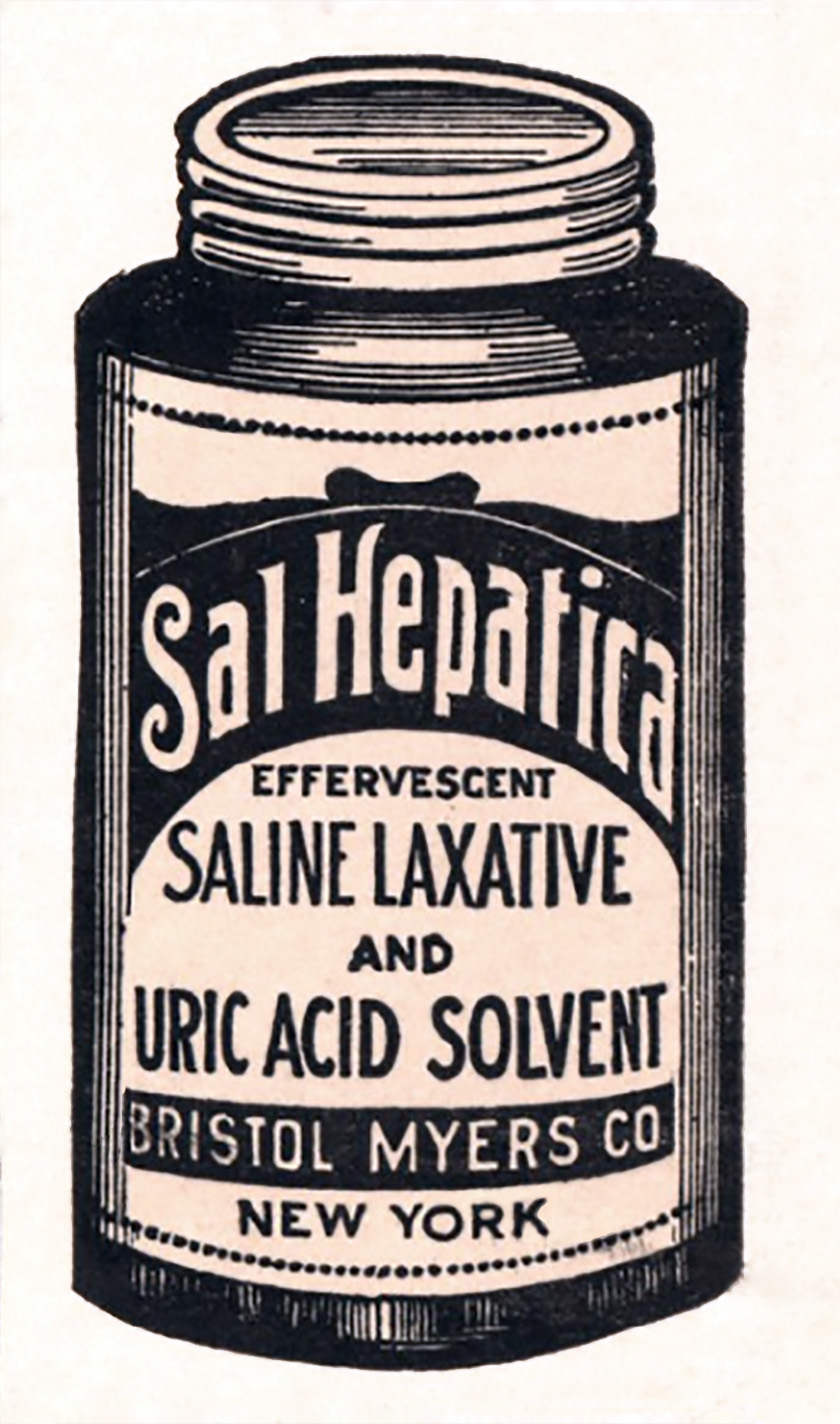
«Sal Hepatica» (1909 рік)

У 1887 році випускники Гамільтон-коледжу Вільям Макларен Брістоль та Джон Ріплі Маєрс придбали фармацевтичну компанію «Clinton» у Клінтоні в штаті Нью-Йорк. У травні 1898 року вони вирішили перейменувати її на «Bristol, Myers and Company». Після смерті Маєрса в 1899 році Брістоль змінив назву компанії на «Bristol-Myers Corporation».
Протягом 1890-х років компанія представила свій перший національно визнаний продукт «Sal Hepatica», мінеральний проносний засіб, а потім у 1901 році зубну пасту «Ipana». Іншими підрозділами компанії були «Clairol» (виробництво фарби для волосся та засобів догляду за волоссямм) та «Drackett» (виробництво побутових товарів, такі як «Windex» та «Drano»).
У 1943 році компанія «Bristol-Myers» придбала виробника ацидофільного молока в Іст-Сірак'юс «Cheplin Biological Laboratories», та переобладнала завод для виробництва пеніциліну для союзних військ часів Другої світової війни. Після війни компанія перейменувалася в 1945 році на «Bristol Laboratories», та вийшла на ринок антибіотиків для широкого вжитку, де зіткнулася з конкуренцією з боку «Squibb».
Виробництво пеніциліну на заводі в Іст-Сірак'юс припинилося у 2005 році, коли стало дешевше виробляти його за кордоном. Станом на 2010 рік цей завод використовувався для розробки виробничого процесу, та виробництва інших біологічних препаратів для клінічних досліджень та комерційного використання.

### Злиття
У 1989 році компанії «Bristol-Myers» та «Squibb» об'єдналися в одну компанію під назвою «Bristol-Myers Squibb».
У 1999 році тодішній президент США Білл Клінтон нагородив компанію «Bristol-Myers Squibb» Національною медаллю технологій та інновацій, найвищою національною нагородою за технологічні досягнення, «за продовження та покращення людського життя завдяки інноваційним фармацевтичним дослідженням та розробкам, а також за переосмислення науки клінічних досліджень завдяки новаторським та надзвичайно складним клінічним дослідженням, які є визнаними моделями в галузі».

### 2000—2010 роки

Логотип компанії «Bristol-Myers Squibb» з 1989 по 2020 рік

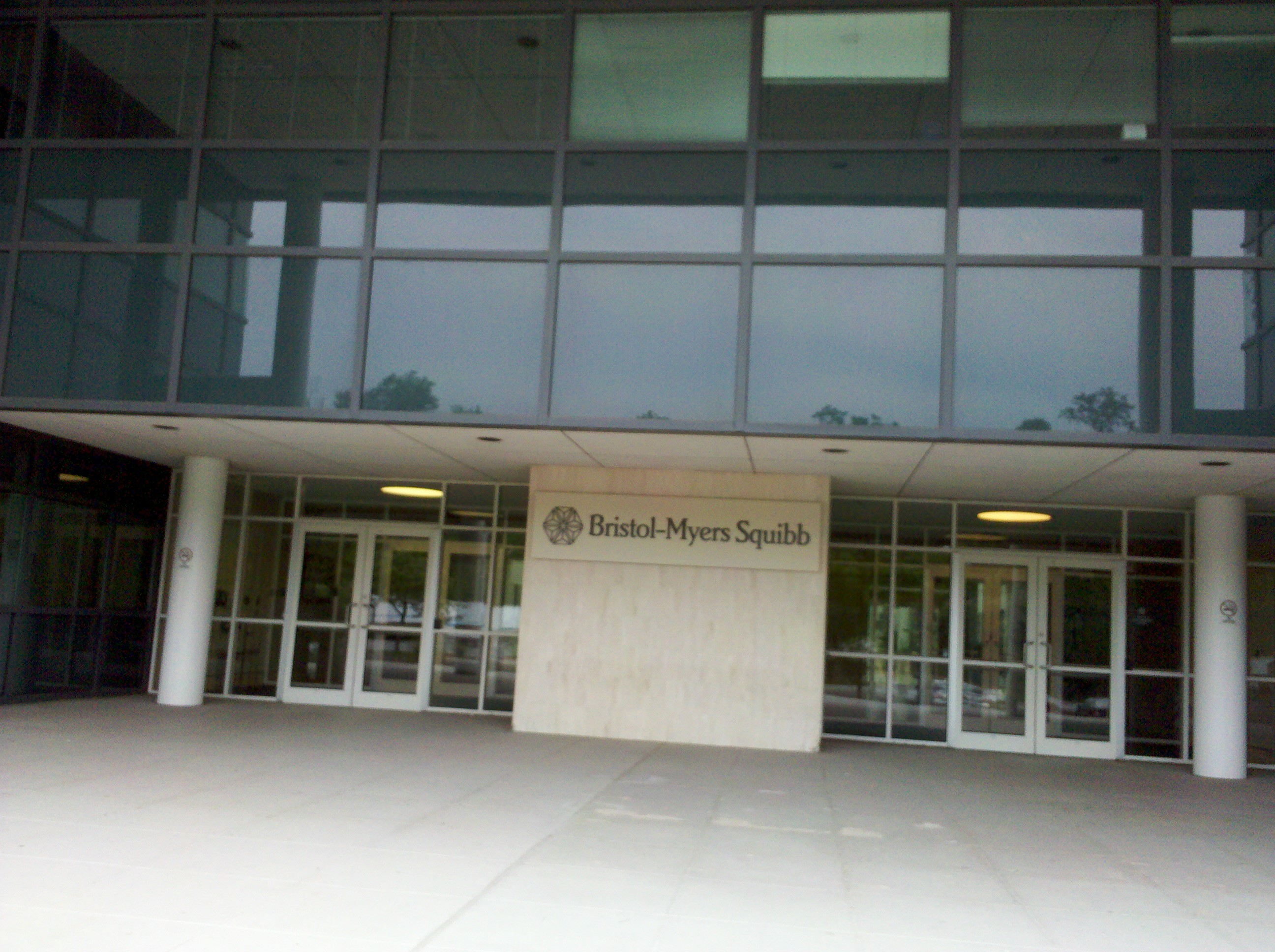
Компанія має низку об'єктів у Нью-Джерсі; один з яких розташований на кордоні між Вест-Віндзором та Принстоном.

У 2002 році компанія була втягнута в судовий процес щодо незаконного збереження монополії на таксол, її препарат для лікування раку, і через 5 років на неї знову було подано до суду за антимонопольним позовом, який коштував компанії 125 мільйонів доларів для врегулювання.
Також у 2002 році компанія «Bristol-Myers Squibb» була втягнута у бухгалтерський скандал, який призвів до значного перерахунку доходів з 1999 по 2001 рік. Перерахунок був результатом неправильного ведення обліку продажів, пов'язаного з «перевантаженням каналу» — практикою пропонування клієнтам надлишкових запасів для збільшення показників продажів. Компанія врегулювала суперечку з міністерством юстиції США та Комісією з цінних паперів та бірж, погодившись виплатити 150 мільйонів доларів, не визнавши і не заперечивши своєї провини.
24 жовтня 2002 року компанія «Bristol-Myers Squibb» зменшила прибутки за частину 2000 та 2001 років, водночас переглянувши прибутки за 2002 рік у бік збільшення через величезні проблеми з невиконанням замовлень, що призвели до двох урядових розслідувань. 15 березня 2004 року компанія «Bristol-Myers Squibb» скоригувала свої результати за четвертий квартал та весь 2003 рік у бік збільшення після скасування попереднього рішення щодо того, як поводитися з бухгалтерськими помилками, допущеними в попередні роки. Згідно з угодою про відстрочене судове переслідування, компанія була передана під нагляд спостерігача, призначеного прокурором США в Нью-Джерсі. Крім того, колишньому керівнику фармацевтичної групи Річарду Лейну та колишньому фінансовому директору Фреду Шиффу було висунуто звинувачення у порушеннях федерального законодавства про цінні папери.

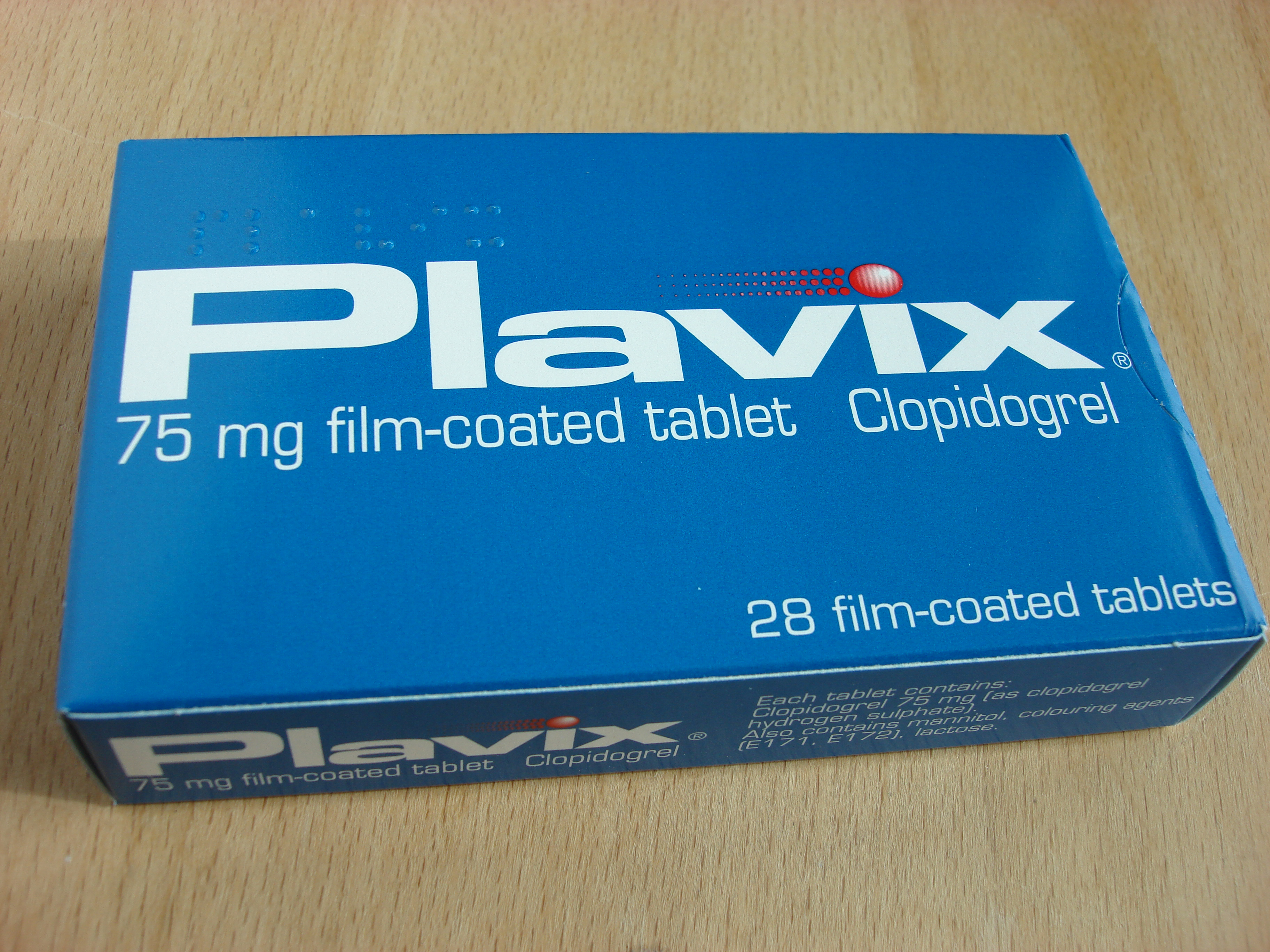

У липні 2006 року було оприлюднено розслідування діяльності компанії, і ФБР провело обшуки в її корпоративних офісах. Розслідування було зосереджено на розповсюдженні препарату «Плавікс» та звинуваченнях у змові. 12 вересня 2006 року спостерігач, колишній федеральний суддя Фредерік Б. Лейсі, закликав компанію звільнити тодішнього генерального директора Пітера Долана через скандал щодо «Плавікса». Пізніше того ж дня компанія повідомила, що Долан дійсно піде у відставку.
Угода про відстрочене судове переслідування закінчилася в червні 2007 року, і міністерство юстиції не вживало жодних подальших судових заходів проти компанії з питань, що охоплюються Угодою про захист патентних даних. За часів генерального директора Джима Корнеліуса, який обіймав посаду генерального директора після Долана до травня 2010 року, всі керівники, причетні до скандалів із «перевантаженням каналів» та конкуренцією з дженериками, з того часу покинули компанію.
У 2009 році компанія розпочала масштабну реструктуризацію, зосереджену на фармацевтичному бізнесі та біологічних продуктах, а також ініціативи щодо підвищення продуктивності, скорочення витрат та оптимізації бізнес-операцій завдяки багаторічній програмі постійних звільнень. Це було частиною бізнес-стратегії, запущеної у 2007 році, з метою перетворення компанії з великої диверсифікованої фармацевтичної компанії на спеціалізовану біофармацевтичну компанію, що також включало закриття половини її виробничих потужностей. Як ще один захід скорочення витрат, «Bristol-Myers Squibb» також скоротила субсидії на охорону здоров'я для пенсіонерів, та наприкінці 2009 року планувала заморозити їх пенсійний план.
«Bristol-Myers Squibb» входить до списку Fortune 500 (№ 114 у списку 2010 року). У рейтингу «Зелений рейтинг» журналу «Newsweek» за 2009 рік «Bristol-Myers Squibb» посіла восьме місце серед 500 найбільших корпорацій Сполучених Штатів. Крім того, компанія була включена до індексу сталого розвитку Доу-Джонса за 2009 рік, що є одним з провідних показників компаній, орієнтованих на сталий розвиток.
У 2010 році генеральним директором компанії був призначений Ламберто Андреотті; до цього він обіймав посаду «президента та операційного директора, відповідального за всі фармацевтичні операції по всьому світу».

### З 2010 року

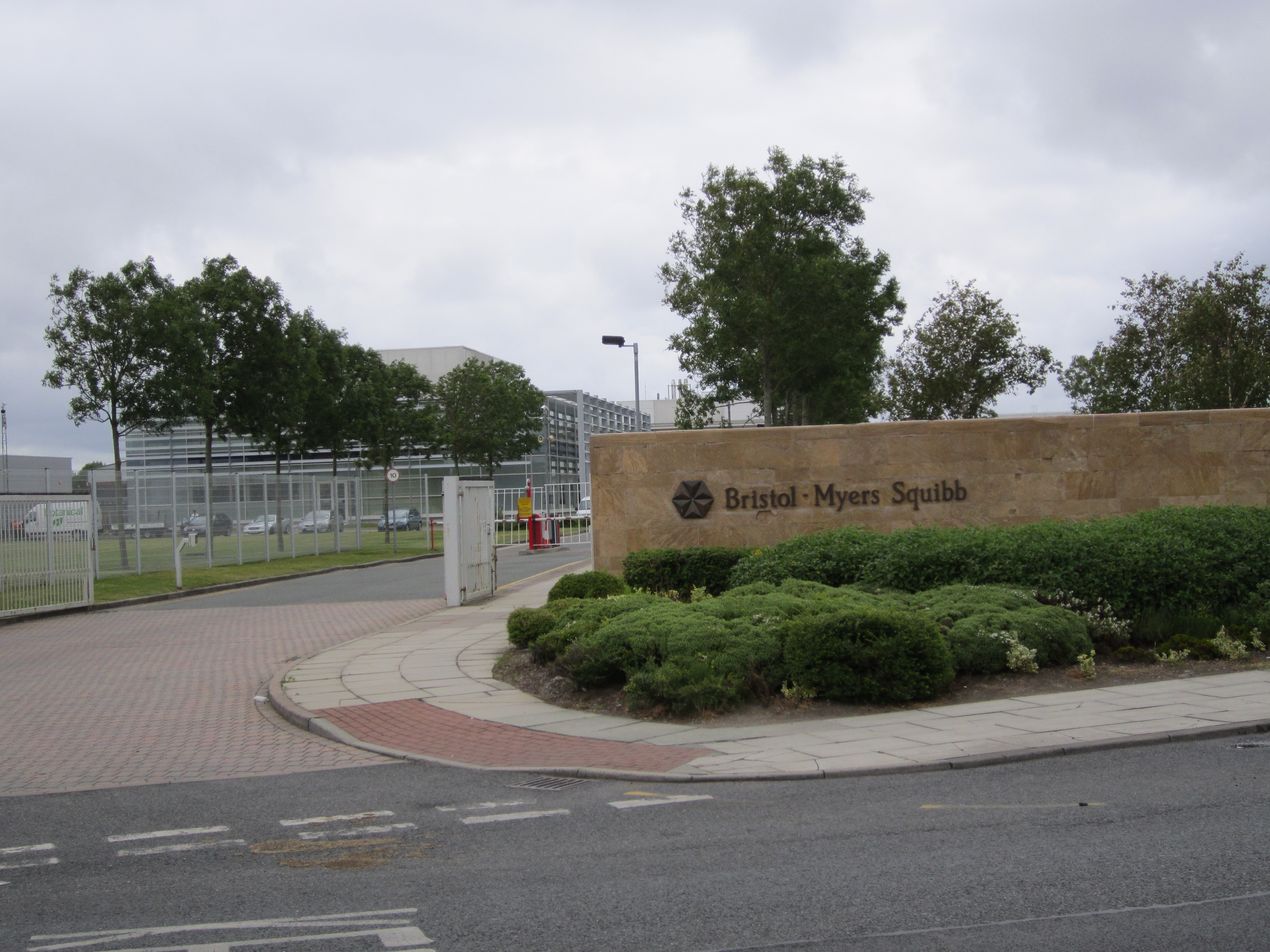
Завод «Bristol-Myers Squibb» у Вірралі в Англії

У 2010 році Лу Шмуклер став президентом з глобальної розробки та дизайну продуктів компанії «Bristol-Myers Squibb». Шмуклер очолив команду, яка завершила стратегічну трансформацію компанії у спеціалізовану біофармацевтичну компанію, що розпочалася у 2007 році. Станом на 2011 рік компанія мала 12 виробничих потужностей та 6 майданчиків з розробки продуктів.
Посилаючись на важливі події, ринкову капіталізацію в 87 мільярдів доларів США та зростання акцій компанії на 61,4 %, журнал «Forbes» визнав «Bristol-Myers Squibb» найкращою фармацевтичною компанією 2013 року.
У грудні 2014 року компанія отримала схвалення FDA на використання інгібітора PD-1 ніволумабу («Опдіво») для лікування пацієнтів, у яких рак шкіри неможливо проопервати, або які не реагували на попередню медикаментозну терапію. У лютому 2015 року компанія розпочала дослідницьке партнерство з «Rigel Pharmaceuticals», яке могло принести понад 339 мільйонів доларів прибутку. У березні компанія отримала ексклюзивну можливість ліцензувати та комерціалізувати імунопрепарат проти раку «Проствак», спрямовану на простат-специфічний антиген у III фазі клінічних досліджень виробництва компанії «Bavarian Nordic». «Bavarian Nordic» отримає авансовий платіж у розмірі 60 мільйонів доларів та додаткові платежі до 230 мільйонів доларів, якщо загальна виживаність пацієнтів, що пройшли дослідження, перевищить показник, що спостерігався у II фазі клінічних досліджень. Данська компанія також може отримати етапні платежі від 110 до 495 мільйонів доларів, залежно від дозволу регуляторних органів, і ці платежі можуть скласти загальну суму до 975 мільйонів доларів.
У травні 2015 року доктор Джованні Кафоріо став генеральним директором компанії; Кафоріо раніше був операційним директором компанії, та змінив Андреотті після його відставки. Згодом Андреотті змінив Джеймса Корнеліуса на посаді виконавчого голови після його відставки.
Наприкінці лютого 2017 року низка засобів масової інформації, зокрема «The Wall Street Journal» та «Fortune», повідомили, що інвестор-активіст Карл Айкан придбав частку в компанії, що сигналізувало про потенційне майбутнє поглинання таких компаній, як «Gilead Sciences».
У квітні 2018 року компанія повідомила про чистий прибуток у розмірі 1,5 мільярда доларів, або 91 цент на акцію, за перший квартал року завдяки збільшенню продажів їх препарату від раку «Опдіво».

### Корпоративні придбання та продаж інвестицій як «Bristol Myers Squibb»

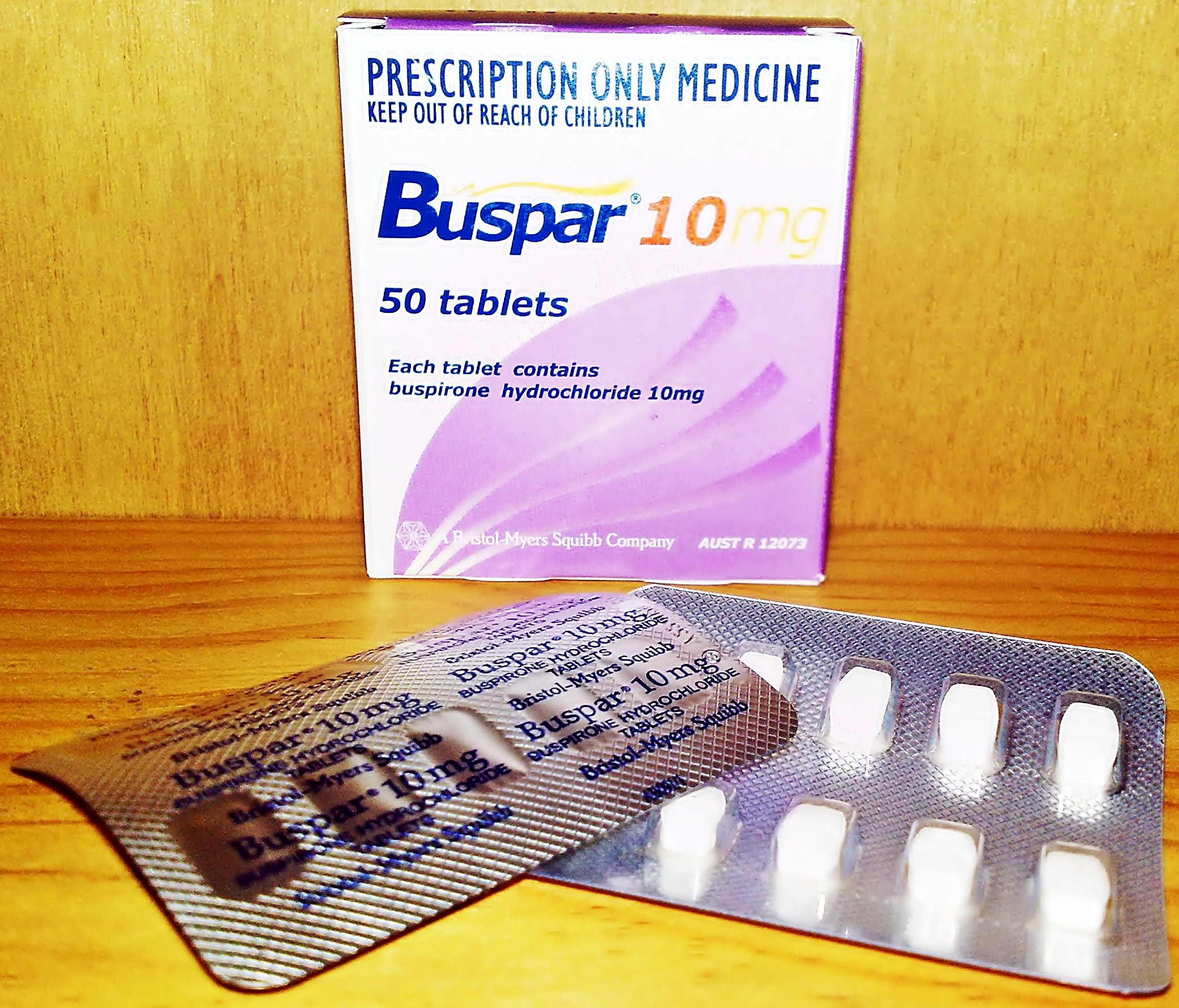

У серпні 2009 року, під час масштабної реструктуризації, «Bristol-Myers Squibb» придбала біотехнологічну фірму «Medarex» у рамках стратегії компанії «String of Pearls», що передбачає створення альянсів, партнерств та придбань. У листопаді 2009 року «Bristol Myers Squibb» оголосила про відокремлення «Mead Johnson Nutrition», пропонуючи акціонерам BMY можливість обміняти свої акції на акції «Mead Johnson». За словами представників «Bristol Myers Squibb», очікувалося, що цей крок ще більше зосередить увагу компанії на біофармацевтиці.
У жовтні 2010 року компанія придбала компанію «ZymoGenetics», закріпивши за собою існуючі продукти, а також активи у розробці у сфері гепатиту С, раку та інших захворювань.
Компанія Bristol Myers Squibb погодилася виплатити близько 2,5 мільярда доларів за купівлю «Inhibitex Inc.», намагаючись конкурувати з «Gilead Sciences» і «Pharmasset» у виробництві препаратів від гепатиту С. Угода була завершена через 2 місяці, оскільки акціонери «Inhibitex» погодилися на 126 % премії за ціною, що перевищувала її ціну за попередні 20 торгових днів, що завершилися 6 січня. 29 червня «Bristol-Myers Squibb» розширила свій портфель препаратів для лікування діабету, погодившись купити «Amylin Pharmaceuticals» приблизно за 5,3 мільярда доларів США, та виплатити 1,7 мільярда доларів США «Eli Lilly» для покриття боргу «Amylin» та її непогашених зобов'язань, пов'язаних зі співпрацею. Компанія «AstraZeneca», яка вже співпрацювала з «Bristol-Myers Squibb» над кількома препаратами для лікування діабету, погодилася виплатити 3,4 мільярда доларів США за право продовжувати розробку продуктів «Amylin». Через 2 роки «Bristol-Myers Squibb» продала «Amylin» компанії «AstraZeneca».
У квітні 2014 року «Bristol-Myers Squibb» оголосила про придбання компанії «iPierian» за суму близько 725 мільйонів доларів.
У лютому 2015 року «Bristol-Myers Squibb» придбала компанію «Flexus Biosciences» за 1,25 мільярда доларів. У рамках цієї угоди «Bristol-Myers Squibb» отримала повні права на провідний низькомолекулярний інгібітор IDO1 компанії «Flexus» під кодовою назвою F001287. У листопаді компанія придбала розробника препарату для лікування серцево-судинних захворювань «Cardioxyl» за суму 2,075 мільярда доларів. Угода зміцнила критично важливі портфелі «Bristol-Myers Squibb» за допомогою препарату в II фазі клінічних досліджень для лікування гострої декомпенсованої серцевої недостатності CXL-1427.
У березні 2016 року компанія оголосила про придбання «Padlock Therapeutics» за суму 600 мільйонів доларів. На початку липня компанія оголосила про придбання «Cormorant Pharmaceuticals» за 520 мільйонів доларів, розширивши онкологічну пропозицію «Bristol-Myers Squibb» завдяки моноклональним антитілам компанії «Cormorant», спрямованим проти інтерлейкіну-8.
У серпні 2017 року компанія придбала «IFM Therapeutics» за 300 мільйонів доларів США авансом, з виплатою 1,01 мільярда доларів США після досягнення певних етапів, що дозволило «Bristol-Myers Squibb» краще конкурувати з препаратом «Кітруда», конкурентом для лікування раку від компанії «Merck & Co.».
На початку січня 2019 року компанія оголосила про придбання «Celgene» (NASDAQ:CELG) за 74 мільярди доларів (95 мільярдів доларів, включаючи борг), у рамках угоди, яка стала найбільшим придбанням фармацевтичної компанії в історії. Придбання «Celgene» мало стати оновленням у портфелі компанії, допомагаючи подолати падіння продажів «Опдіво» порівняно з конкурентом «Кітруда». Згідно з умовами угоди, акціонери «Celgene» мали отримати одну акцію «Bristol-Myers Squibb», а також 50 доларів готівкою за кожну акцію «Celgene», що оцінювало «Celgene» у 102,43 долара за акцію; це на 54 % більше, ніж ціна закриття попереднього дня. Проте з'явився опір інвесторів цьому придбанню, що призвело до голосування акціонерів 12 квітня, коли другий за величиною інвестор «Bristol-Myers Squibb» «Wellington Management» висловив свою незгоду з цим рішенням, а пізніше негативно щодо угоди висловився інший інвестор «Starboard Value». У квітні 2019 року «Bristol-Myers Squibb» оголосила, що 75 % її акціонерів проголосували за схвалення майбутнього злиття з «Celgene». Транзакцію планувалося завершити у третьому кварталі 2019 року за умови отримання схвалень регуляторних органів. Нововипущені акції «Bristol-Myers Squibb» та CVR розпочали торгівлю на Нью-Йоркській фондовій біржі під символом «BMYRT».
Стратегічне відчуження бізнесу компанії з виробництва товарів для здоров'я споживачів «UPSA» до компанії «Taisho» було завершено у 2019 році. «UPSA» зосередила свою продукцію на Франції та решті Європи. Ще у 2005 році компанія продала окремі споживчі товари та свій бізнес споживчих товарів, зосереджений на США та Канаді.
У серпні компанія «Amgen» оголосила про придбання у «Celgene» програми виробництва препарату «Отезла» за 13,4 мільярда доларів у рамках угоди про злиття «Celgene» та «Bristol-Myers Squibb».
У лютому 2020 року «Bristol-Myers Squibb» та її партнер «Biomotiv» запустили нову компанію під назвою «Anteros Pharmaceuticals», яка спеціалізується на створенні ліків від запалення та фіброзу. У серпні компанія оголосила про придбання «Forbius» та її препаратів — інгібіторів TGFB1 та TGFB3. У жовтні компанія оголосила про придбання кардіологічної компанії «MyoKardia» за 13,1 мільярда доларів (225 доларів за акцію), отримавши контроль над серцево-судинним препаратом для лікування обструктивної гіпертрофічної кардіоміопатії мавакамтеном, та розробку двох ключових методів лікування: данікамтіву (MYK-491) та MYK-224.
У червні 2022 року «Bristol-Myers Squibb» оголосила про придбання «Turning Point Therapeutics Inc» за 4,1 мільярда доларів (76 доларів за акцію, що на 122,5 % більше, ніж остання ціна закриття), що допоможе розширити асортимент препаратів для лікування раку, зокрема додаванням репотректинібу. Того ж місяця компанія оголосила про інвестування 180 мільйонів доларів у французьку компанію «Owkin», що займається штучним інтелектом, для розробки потенційно точніших та ефективніших клінічних досліджень. Співпраця спочатку буде зосереджена на серцево-судинних захворюваннях, і має потенціал для розширення на проєкти в інших терапевтичних сферах.
У серпні 2023 року компанія «Bristol Myers Squibb» уклала партнерство з «Cellares» для роботизованого виробництва препаратів химерного рецептора антигена, два з яких були схвалені. У вересні 2023 року компанія оголосила, що виплатить «Zenas BioPharma» 50 мільйонів доларів США авансом за стратегічну ліцензію та співпрацю з метою розробки та комерціалізації обекселімабу, нового двофункціонального антитіла для аутоімунних захворювань.
У жовтні 2023 року «Bristol-Myers Squibb» погодилася придбати «Mirati Therapeutics», американську біотехнологічну компанію, яка розробляє цільові методи лікування раку, в рамках угоди на суму 4,8 мільярда доларів США та додаткового 1 мільярда доларів США у вигляді етапного платежу. Придбання було завершено в січні 2024 року.
У грудні 2023 року «Bristol-Myers Squibb» підписала угоду про придбання «Karuna Therapeutics» на загальну суму 14 мільярдів доларів. Придбання включало головний актив (Karuna), досліджувану мускаринову антипсихотичну комбінацію ксаномеліну та троспію під кодовою назвою «KarXT». У листопаді 2023 року FDA схвалило як новий препарат «KarXT» від «Karuna Therapeutics» для лікування шизофренії в дорослих. Придбання «Karuna Therapeutics» було завершено у березні 2024 року.
Компанія «Bristol-Myers Squibb» уклала угоду про купівлю «RayzeBio» за близько 4,1 мільярда доларів у грудні 2023 року.
26 вересня 2024 року FDA США схвалило один із найочікуваніших препаратів для лікування шизофренії компанії «Bristol Myers Squibb» під назвою «Кобенфі» (ксаномелін і троспій), який є першим новим типом лікування цього девіталізуючого хронічного психічного розладу за останні 70 років.

### Список злиттів та поглинань
Нижче наведено приклад основних злиттів та поглинань компанії, а також її історичних попередників:
- Bristol-Myers Squibb (Утворена шляхом злиття Squibb Corporation (заснована 1858) і Bristol-Myers (заснована 1887))
  - Adnexus Therapeutics
  - ConvaTec
  - Kosan Biosciences
  - Medarex (злиття 2009)
  - ZymoGenetics (злиття 2010)
  - Amira Pharmaceuticals
  - Inhibitex Inc (злиття 2012)
  - Amylin Pharmaceuticals (злиття 2012 спільно with AstraZeneca)
  - iPierian (злиття 2014)
  - Flexus Biosciences (злиття 2015)
  - Cardioxyl (злиття 2015)
  - Padlock Therapeutics (злиття 2016)
  - Cormorant Pharmaceuticals (злиття 2016)
  - IFM Therapeutics (злиття 2017)
  - Celgene (злиття 2019)
    - Signal Pharmaceuticals, Inc (злиття 2000)
    - Anthrogenesis (Acq 2002)
    - Pharmion Corporation (злиття 2008)
    - Gloucester Pharmaceuticals (злиття 2009)
    - Abraxis BioScience Inc (злиття 2010)
    - Avila Therapeutics, Inc (злиття 2012)
    - Quanticel (злиття 2015)
    - Receptos (злиття 2015)
    - EngMab AG (злиття 2016)
    - Delinia (злиття 2017)
    - Impact Biomedicines (злиття 2018)
    - Juno Therapeutics (злиття 2018)
      - AbVitro (злиття 2016)
      - RedoxTherapies (злиття 2016)

  - Forbius (злиття 2020)
  - MyoKardia (злиття 2020)
  - Turning Point Therapeutics (злиття 2022)
  - Mirati Therapeutics (злиття 2024)
  - Karuna Therapeutics (злиття 2024)
  - RayzeBio (злиття 2024)

## Фінанси
За 2018 фінансовий рік компанія «Bristol Myers Squibb» повідомила про прибуток у розмірі 1,007 млрд доларів США, а річний дохід склав 20,776 млрд доларів США, що на 6,9 % більше, ніж у попередньому фінансовому циклі. Акції «Bristol-Myers Squibb» торгувалися за ціною понад 55 доларів США за акцію, а її ринкова капіталізація у жовтні 2018 року оцінювалася в понад 81,6 млрд доларів США. У 2018 році 85 % доходів компанії надійшло лише від 5 продуктів. У 2018 році «Bristol-Myers Squibb» витратила 36 % свого загального доходу на витрати на дослідження та розробки. «Bristol-Myers Squibb» посіла 145-те місце у списку Fortune 500 найбільших корпорацій Сполучених Штатів за доходом у 2018 році.
| Рік  | Дохід у млрд. дол. США | Чистий прибуток у млрд. дол. США | Загальна сума активів у млрд. дол. США | Ціна за акцію в доларах США | Співробітників |
| ---- | ---------------------- | -------------------------------- | -------------------------------------- | --------------------------- | -------------- |
| 2005 | 18.60                  | 3.00                             | 28.14                                  | 14.60                       |                |
| 2006 | 16.20                  | 1.59                             | 25.58                                  | 15.24                       |                |
| 2007 | 15.62                  | 2.17                             | 25.93                                  | 18.98                       |                |
| 2008 | 17.72                  | 5.25                             | 29.49                                  | 14.95                       |                |
| 2009 | 18.81                  | 10.60                            | 31.00                                  | 15.90                       |                |
| 2010 | 19.48                  | 3.09                             | 31.08                                  | 19.76                       |                |
| 2011 | 21.24                  | 3.70                             | 32.97                                  | 23.41                       |                |
| 2012 | 17.62                  | 1.96                             | 35.90                                  | 28.04                       |                |
| 2013 | 16.39                  | 2.56                             | 38.60                                  | 38.39                       | 28,000         |
| 2014 | 15.88                  | 2.00                             | 33.75                                  | 47.03                       | 25 000         |
| 2015 | 16.56                  | 1.57                             | 31.75                                  | 59.63                       | 25 000         |
| 2016 | 19.43                  | 4.45                             | 33.71                                  | 59.73                       | 25 000         |
| 2017 | 20.78                  | 1.00                             | 33.55                                  | 55.88                       | 23 700         |
| 2018 | 22.56                  | 4.92                             | 34.99                                  | 51.98                       | 23 300         |
| 2019 | 26.15                  | 3.44                             | 129.44                                 | 52.23                       | 30 000         |
| 2020 | 42.52                  | −9.02                            | 118.48                                 | 62.03                       | 30 250         |
| 2021 | 46.39                  | 6.99                             | 109.31                                 | 62.35                       | 32 200         |
| 2022 | 46.16                  | 6.33                             | 96.82                                  | 71.95                       | 34 300         |

## Вуглецевий слід
Компанія «Bristol Myers Squibb» повідомила про загальні викиди вуглекислого газу (прямі+непрямі) за 12 місяців, що закінчилися 31 грудня 2020 року, на рівні 278 тис. тонн (-6 /-2,1 % у річному обчисленні). Компанія прагне досягти вуглецевої нейтральності до 2040 року.
| Грудень 2016 року | Грудень 2017 року | Грудень 2018 року | Грудень 2019 року | Грудень 2020 року |
| ----------------- | ----------------- | ----------------- | ----------------- | ----------------- |
| 328               | 323               | 316               | 284               | 278               |

## Фармацевтичні препарати

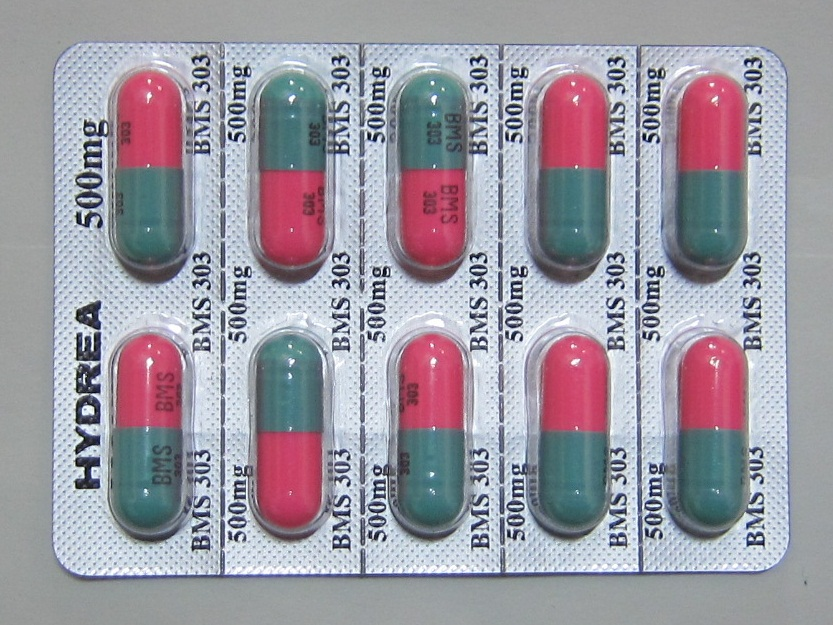
Гідреа (гідроксикарбамід)

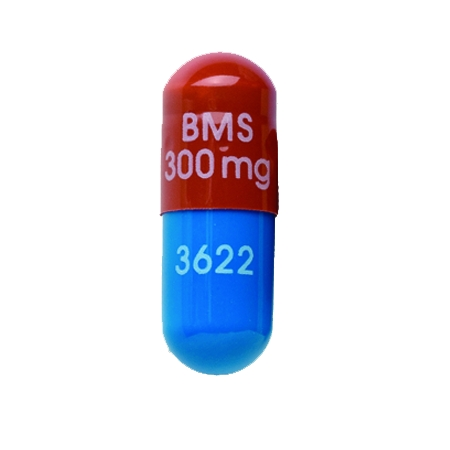
Реятаз (атазанавір)

Нижче наведено список ключових фармацевтичних продуктів компанії:
Серцево-судинні захворювання
- Аваліде (ірбесартан/гідрохлоротіазид) — продається спільно з «Sanofi»
- Авапро (ірбесартан) — продається спільно з «Sanofi»
- Камзіос (мавакамтен)
- Кумадин (варфарин)
- Еліквіс (апіксабан) — продається спільно з «Pfizer»
- Плавікс (клопідогрель) — продається спільно з «Sanofi»
- Правахол (правастатин)

Цукровий діабет
- Байдуреон (ексенатид пролонгованої форми) — продається компанією лише в деяких країнах
- Баєтта (ексенатид) — продається компанією лише в деяких країнах, зокрема в Росії
- Фарксіга/Форксіга (дапагліфлозин)
- Глюкофаж (метформін) — продається компанією лише в США
- Глюкофаж XR (метформін подовженої дії) — продається компанією лише в США
- Глюкованс (глібурид/метформін) — продається компанією лише в США
- Комбігліз XR/Комбігліз (саксагліптин/метформін подовженої дії) — продається разом із «AstraZeneca»
- Онгліза (саксагліптин) — продається разом із «AstraZeneca»

Інфекційні захворювання, включаючи ВІЛ-інфекцію та пов'язані з нею стани
- «Атріпла» (ефавіренз/емтрицитабін/тенофовір) — продається разом із «Gilead Sciences»
- Азактам (азтреонам)
- Бараклюд (ентекавір)
- Даклінза (даклатасвір)
- Евотаз (атазанавір/кобіцистат)
- Мегаце (мегестролу ацетат)
- Реятаз (атазанавір)
- Сустіва/Стокрин (ефавіренз)
- Відекс (диданозин)
- Відекс EC (диданозин з уповільненим вивільненням)
- Зерит (ставудин)

Запальні захворювання
- Кеналог-10 (триамцинолону ацетонід)
- Кеналог-40 (триамцинолону ацетонід)

Онкологія
- Абекма (ідекабтаген віклеуцел)
- БІКНУ (кармустин)
- Бреянзі (лізокабтаген маралеуцел)
- CeeNU (ломустин)
- Дроксія/Гідреа (гідроксикарбамід)
- Емпліціті (елотузумаб)
- Ербітукс (цетуксимаб)
- Етопофос (етопозид)
- Іксемпра (іксабепілон)
- Лісодрен (мітотан)
- Мегаце (мегестролу ацетат)
- Опдіво (ніволумаб) — це антитіло, що блокує рецептори запрограмованої смерті, яке використовується для лікування неоперабельної або метастатичної меланоми та метастатичного плоскоклітинного недрібноклітинного раку легень. На відміну від традиційної хіміотерапії та цілеспрямованої протипухлинної терапії, які здійснюють свою дію шляхом прямої цитотоксичності або пригнічення росту пухлини, ніволумаб діє, спонукаючи імунну систему атакувати пухлину.[109]
- Спрайсел (дазатиніб)
- Таксол (паклітаксел). Свого часу «Bristol-Myers Squibb» мала єдиний контракт на заготівлю кори зникаючих тисів на території Сполучених Штатів для виробництва хіміотерапевтичного препарату паклітаксел (Таксол). Поточне виробництво паклітакселу здійснюється з відновлюваних джерел. Компанія також мала оригінальну ліцензію на паклітаксел, але зараз існує кілька виробників дженериків.[110]
- Вумон (теніпозид)
- Єрвой (іпілімумаб)

Психіатрія
- Абіліфай (арипіпразол, що продається разом з «Otsuka Pharmaceutical»)
- Кобенфі (ксаномелін/троспію хлорид)

Ревматичні хвороби
- Оренсія (абатацепт)

Відторгнення трансплантата
- Нулоджикс (белатацепт)

### Знято з виробництва
- «Sal Hepatica»
- «Ipana»

### Продані бренди
(Колишні бренди Bristol-Myers, тепер продані)
- Буферин
- Ексцедрин[83]
- Дезодорант «Ban»
- Віталіс (тонік для волосся)[84]
- Амменс (лікувальний порошок)
- Final Net (лак для волосся)
- Комтрекс (капсули від застуди)
- Keri (лосьйон)[85]

## Продукти в розробці

Беклабувір

Нижче наведено вибірковий перелік досліджуваних препаратів, що розробляються компанією станом на 2023 рік:
- Луспатерцепт — III фаза: 28 серпня 2023 року препарат «Реблозид» від «Bristol-Myers Squibb» отримав розширення FDA, що робить його препаратом першої лінії для лікування анемії в дорослих з мієлодиспластичними синдромами низького та середнього ризику, яким можуть знадобитися регулярні переливання крові. Це рішення, підтверджене даними дослідження COMMANDS фази III, підкреслює перевагу «Реблозиду» над агентами, що стимулюють еритропоез, у лікуванні анемії, пов'язаної з мієлодиспластичними синдромами, що потенційно може призвести до збільшення продажів препарату до цільової позначки в 4 мільярди доларів до 2030 року. Ефективність препарату у пацієнтів як зі специфічними симптомами, так і без них ще більше розширює сферу його застосування.[112][113][114]
- Беклабувір (BMS-791325) — III фаза
- BMS-906024 — I фаза
- BMS-955176 — II фаза
- Бриванібу аланінат (BMS-582664) — розробка припинена
- Елотузумаб (BMS-901608) — III фаза
- Фостемсавір (BMS-663068) — схвалений у США в липні 2020 року
- Лірилумаб (BMS-986015)
- Лулізумаб пегол (BMS-931699) — фаза II

## Взаємодія державного та приватного секторів
Компанія «Bristol-Myers Squibb» співпрацює з державним та приватним секторами шляхом сприяння дослідженням та розробкам, академічного фінансування, спонсорства заходів, благодійності та політичного лобіювання.

### Академії та освіта
- Інститут перспективних досліджень — Зіставлення пожертвувань та пряме донорство.[115][116]
- Медична школа Північного Онтаріо — Донор.[117]
- Інститут досліджень здоров'я населення при Медичній школі Макмастерського університету — Партнер.[118]
- Торонтський університет — Донор.[119]
- Вашингтонський університет — Донор[120]

### Конференції та заходи
- Саміт «Жінки в медицині» — спонсор.[121]
- Всесвітній форум нейронаукових інновацій — Спонсор.[122]

### Охорона здоров'я
- Центр наркології та психічного здоров'я — Донор.[123]
- Онкологічний центр принцеси Маргарет — донор фонду та спонсор конференції.[124][125]
- Мережа охорони здоров'я Скарборо — донор Фонду охорони здоров'я Скарборо.[126]
- «SickKids» — Донор фонду «SickKids».[127]
- Система охорони здоров'я «Синай» — донор Фонду охорони здоров'я «Синай».[128]
- Центр медичних наук Саннібрук — Донор[129]

### Медіа
- Національне географічне товариство — Донор.[130]
- Національний фонд преси — спонсор.[131]

### Медичні товариства
- Американське товариство гематології (ASH) — корпоративний прихильник.[132]
- Товариство артриту — національний корпоративний партнер.[133]
- Канадське товариство внутрішньої медицини — Спонсор.[134]
- Європейське кардіологічне товариство — Спонсор.[135]
- Іспанське кардіологічне товариство — партнер.[136]

### Політичне лобіювання
- «BIOTECanada» — компанія-член.[137] «BIOTECanada» лобіює канадський уряд щодо політики, сприятливої для фармацевтичної промисловості.[138]
- «Інноваційні ліки Канади» — член.[139]
- Міжнародна федерація фармацевтичних виробників та асоціацій — Член.[140]
- Національна рада охорони здоров'я — Член.[141]
- Національна фармацевтична рада — член.[142]
- Коаліція персоналізованої медицини — член.[143]
- Консультативна рада з фармацевтичної реклами — Клієнт.[144]
- Американське товариство фармацевтичних досліджень та виробників — член.[145]
- «Research!America» — Учасник[146]

### Професійні асоціації
- Канадська асоціація лікарів невідкладної допомоги — корпоративний партнер.[147]
- Канадська асоціація ревматології — корпоративний спонсор.[148][149][150]
- «CARE Faculty» — спонсор. CARE — це канадська коаліція медичних спеціалістів, що базується в Оуквіллі, Онтаріо. «Bristol-Myers Squibb» була спонсором їхнього заходу «Зимове оновлення гематології» 2021 року.[151]
- Канадське агентство з боротьби з колоректальним раком — Спонсор.[152]
- Асоціація відповідального використання медичних виробів — член.[153]

### Дослідження та розробки
- Фонд здоров'я легень — партнер.[154]
- Міжнародна федерація розсіяного склерозу — партнер.[155]
- Дослідницька група «Pinnacle» — Спонсор.[156]
- «Radcliffe Cardiology» — галузевий партнер.[157]

## Скандали
Компанія «Bristol-Myers Squibb», Університет Джонса Гопкінса та Фонд Рокфеллера є предметом позову Гватемали на суму 1 мільярд доларів за «роль в експерименті уряду США 1940-х років, в результаті якого сотні гватемальців заразилися сифілісом». Попередній позов проти уряду Сполучених Штатів через експерименти з сифілісом у Гватемалі був відхилений у 2011 році, коли суддя постановив, що уряд США не може нести відповідальність за дії, скоєні за межами США.